# Кальман, Карл Густав фон
Карл-Густав Кальман (Carl Gustav von Kallmann)— лифляндский деятель XVIII века.
Занимал пост наместника Эзеля (1775−1776).
Написал:
• «Dissert, de justitia legislatoris etc.» (Галле, 1737)
• «Commentatio de eo quod consilii est circa officiorum exactionem, quam vulgo vocant politicam» (там же, 1738).
Написал оду в честь императора Петра III в «Rigische Anzeigen» (1772, Stück ХХШ, стр. 149—152).